# Eday
Zawartość tej strony może naruszać prawa autorskie.
Tekst źródłowy prawdopodobnie pochodzi z:
Patrz raport 
1. Nie usuwaj tego szablonu. Zostanie on usunięty, jeżeli prawa autorskie tego artykułu zostaną wyjaśnione.
2. Jeżeli potrafisz, napisz artykuł tak, aby nie naruszał praw autorskich.
3. Jeżeli masz prawa autorskie do tej treści lub masz zgodę na publikację zgodną z naszą licencją, prosimy, napisz o tym na stronie dyskusji tego artykułu i na stronie Wikipedia:Lista NPA oraz zastosuj procedurę zamieszczania haseł wcześniej opublikowanych.
4. Artykuł zostanie usunięty, jeżeli status praw autorskich do zawartych w nim treści nie zostanie wyjaśniony.

Powielanie materiałów chronionych prawami autorskimi – bez zezwolenia właściciela tych praw – jest pogwałceniem obowiązującego prawa, jest też sprzeczne z ustaleniami Wikipedii. Osobom, które regularnie wstawiają takie materiały, może zostać odebrane uprawnienie edytowania Wikipedii.
Eday (staronord. Eiðøy) – wyspa w archipelagu Orkady, położona na północ od wybrzeży Szkocji, na granicy Morza Północnego i otwartego Oceanu Atlantyckiego.

## Opis

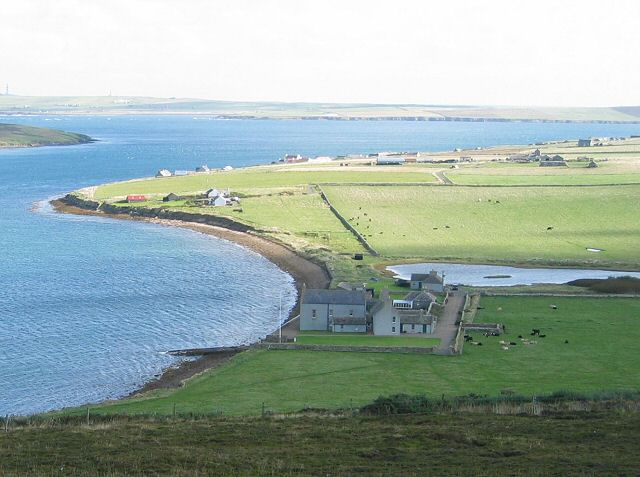
Carrick House, Eday

Szkocka wyspa Bressay należy do archipelagu Orkady, leży na zachód od południowego krańca wyspy Sanday. Ma powierzchnię 27,45 km² (6783 akrów). Najwyższym punktem na wyspie jest Ward Hill, który wznosi się na 101 m (331 stóp). 
Długa i stosunkowo wąska wyspa na Wyspach Orkadów, Eday leży na zachód od południowego krańca wyspy Sanday. Ma powierzchnię 27,45 km² (6783 akrów). Najwyższym wzniesieniem jest Ward Hill wznoszący się do 101 m (331 stóp).

## Populacja
W 1841 r. na wyspie mieszkało 944 osób, do 1961 r. populacja spadła do 198, w 1971 ponownie spadła do 179, w 1981 r. wynosiła 147, w 1991 r. nieznacznie wzrosła do 166, w 2001 r. spadła do 121. W 2011 r. populacja na wyspie wynosiła 160. 

## Galeria

Eday
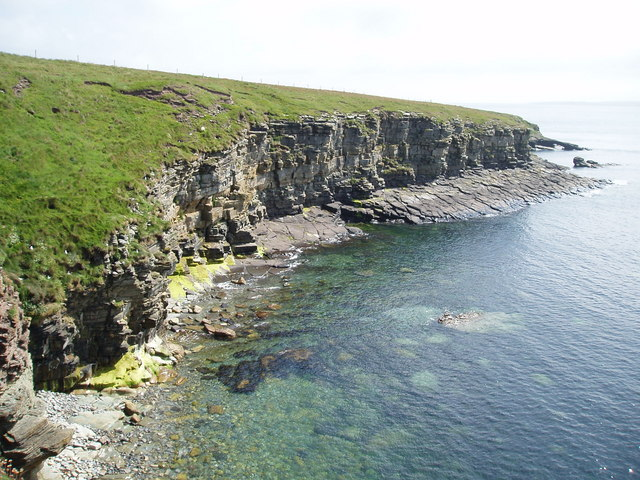
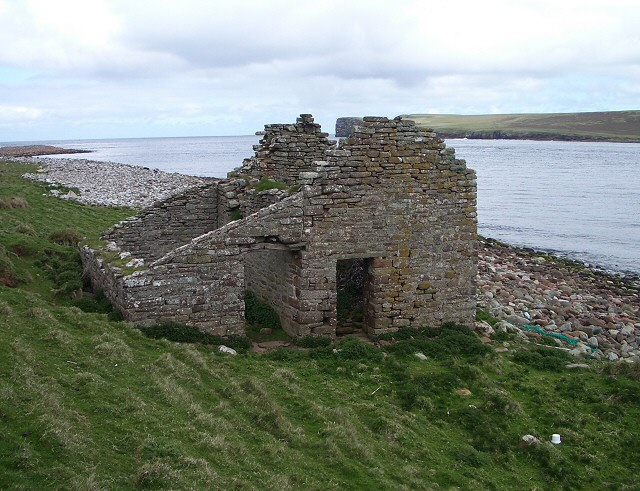
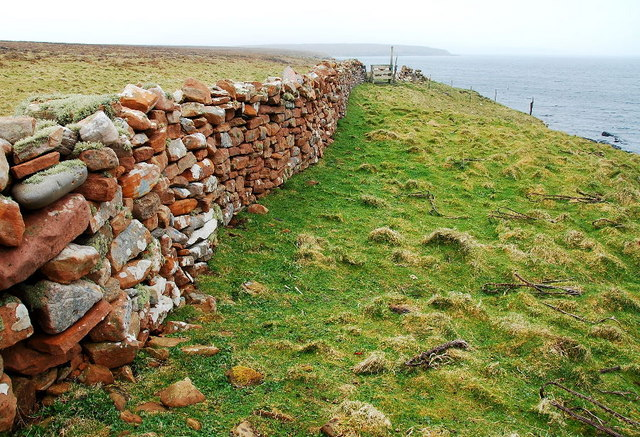
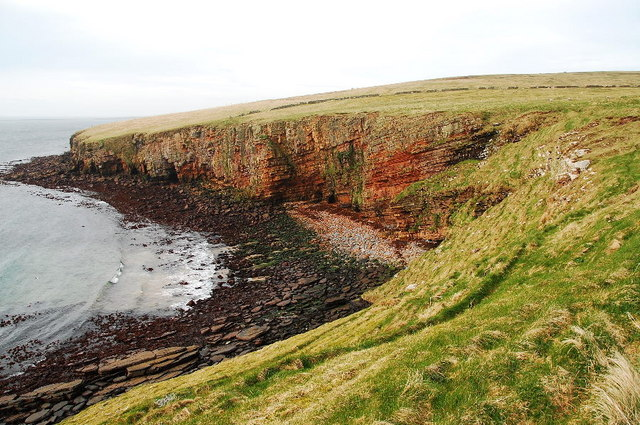